# جغد سوراخ‌نشین
جغد سوراخ‌نشین  (نام علمی: Athene cunicularia) گونه‌ای جغد است که در سرده جغد سنگی قرار دارد. این گونه در برخی چمنزارها و بیابان‌ها دیده شده‌است. این پرنده بیشتر در آمریکای لاتین ساکن است.
جغد سوراخ‌نشین در سوراخ‌ها و چاله‌هایی که سگ‌ها کنده‌اند زندگی می‌کند.

## ظاهر
چشمان این گونه درخشان و زرد رنگ است. ابروی این پرنده معمولاً" به رنگ سپید است.